# 预射精液
預射精液、射精前液（英語：Pre-ejaculate）或考珀液（Cowper's fluid），俗称先走液（Pre-cum），是當男性的陰莖受到性刺激，或大脑沉浸于性幻想，而产生性興奮時，從尿道口流出的透明無色弱碱性，產生蛋清狀的黏性液體，有中和酸性和润滑的作用。其主要由男性的尿道球腺分泌，因此也稱尿道球腺液。

## 产生和成分
预射精液主要是由尿道球腺分泌而產生，也有尿道的粘液腺的成分。在性興奮、自慰時、性交前的愛撫期間，成年男性预射精液的分泌量会大量增加。预射精液的产量因人而异。有些人完全不会产生，有些人则超过5ml。
预射精液含有酸性磷酸酶等和精液有关的成分，但不含精液常有的谷氨酰转移酶等成分。

## 功能及风险
酸性的環境對精子來說是有害的，预射精液會消除尿液殘留在尿道的酸性環境，讓精液射入更有利的環境。而女性的陰道也屬於酸性的環境，预射精液也會適度改變陰道的酸性，來提升精子的存活率。在性行為的時候，预射精液可作為潤滑劑，中和排尿所造成的殘餘酸性。預射精液对于精液凝固也有促进作用。
预射精液中有时会含有少量的精子，故一些未使用保險套的避孕方式（如體外排精法），並不能完全達到避孕的效果。在此方面的文献证据较为混乱：常有检测不到精子的情况，但非常偶尔也有精子数量极多的个例。一般认为预射精液中的精子数量不足以造成怀孕。
研究證明造成艾滋病的人類免疫缺陷病毒出現在大多數受感染者的尿道球腺液中。

## 过量
有部分的男性對预射精液的過量產生感到困擾，一名醫生描述了一些人的窘境：“在接吻或是接觸到輕微的情色相關的刺激，很容易讓褲子溼透。”而當這些人使用了非那斯特莱这类5α-还原酶阻隔剂後，有某些個案的研究報告上，有了令人滿意的結果。

## 圖片

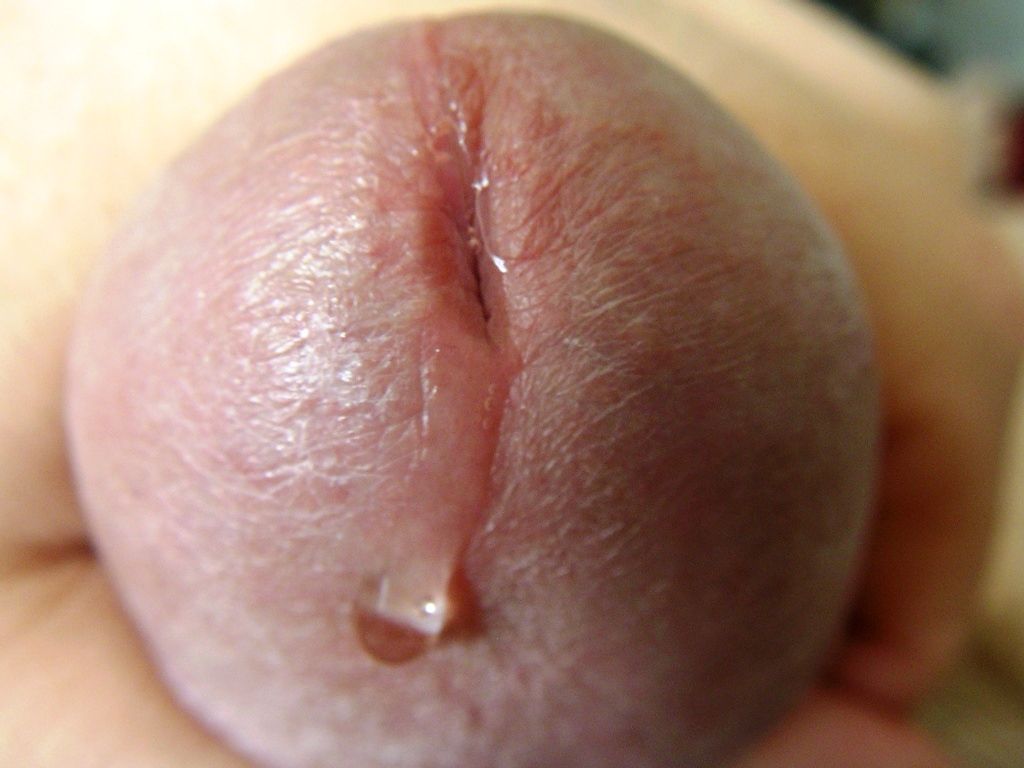
尿道口處的預射精液
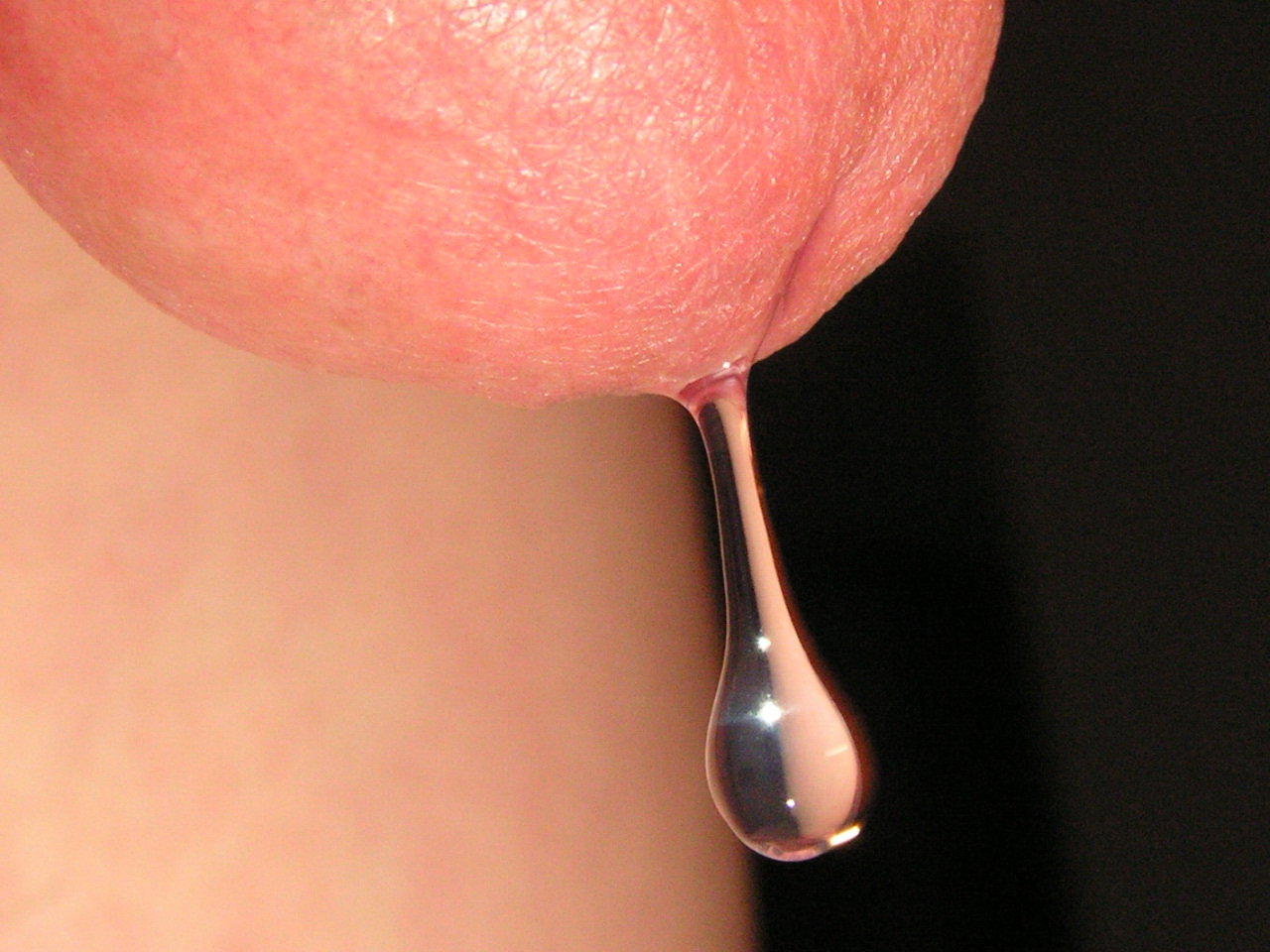
預射精液垂下
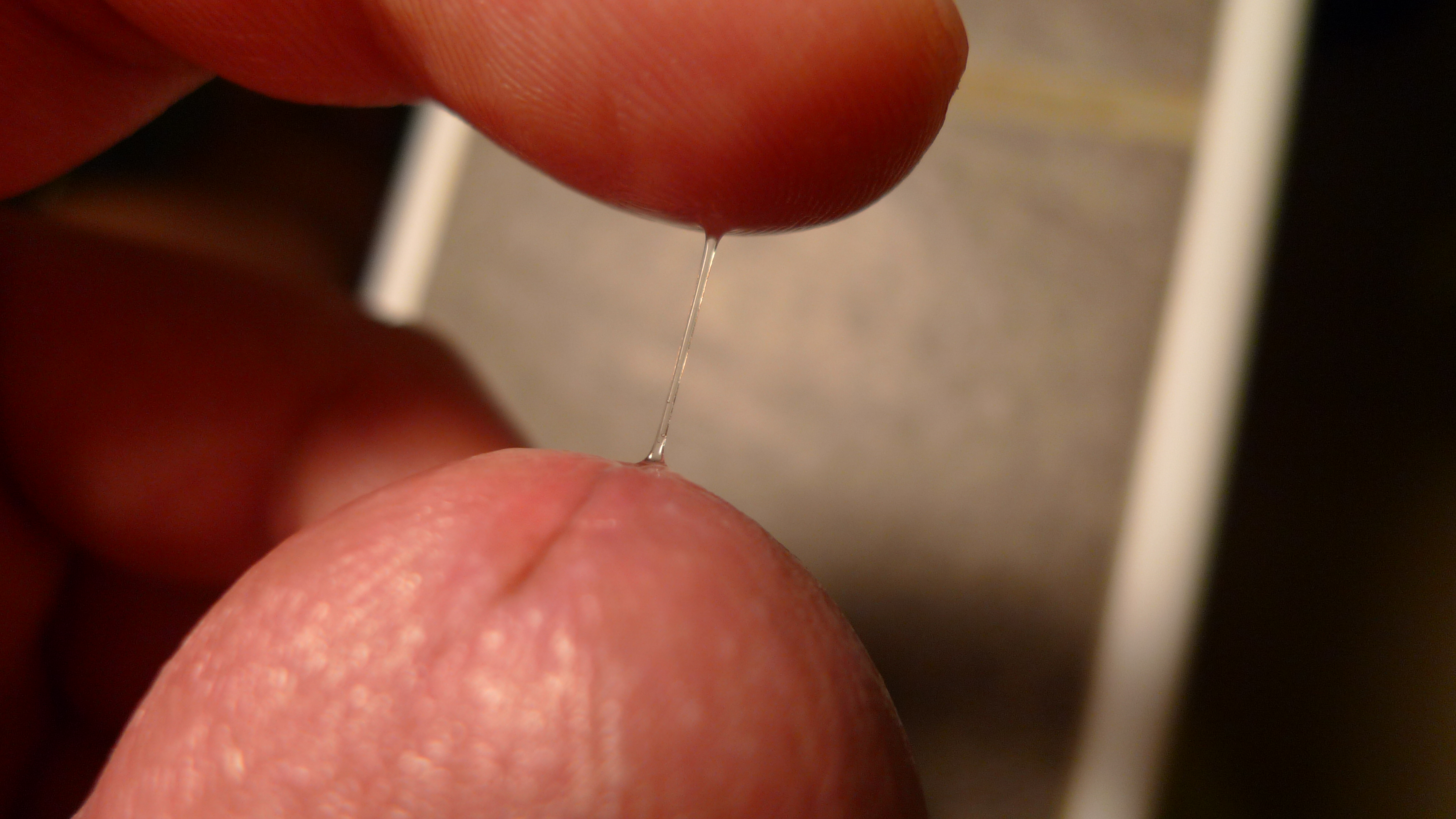
勃起後之陰莖流出預射精液